# Megaselia setaria
Megaselia setaria är en tvåvingeart som först beskrevs av Malloch 1912.  Megaselia setaria ingår i släktet Megaselia och familjen puckelflugor. Inga underarter finns listade i Catalogue of Life.